# Atylotus
Atylotus is een vliegengeslacht uit de familie van de dazen (Tabanidae).

## Soorten
- A. agricola (Wiedemann, 1828)
- A. bicolor (Wiedemann, 1821)
- A. calcar Teskey, 1983
- A. canarius (Enderlein, 1929)
- A. duplex (Walker, 1854)
- A. fairchildi Dias, 1984
- A. flavoguttatus (Szilady, 1915)
- A. fulvus (Meigen, 1804) - gele gifoogdaas
- A. hyalicosta Teskey, 1983
- A. incisuralis (Macquart, 1847)
- A. intermedius Walker, 1848
- A. kerteszi (Szilady, 1915)
- A. latistriatus Brauer, 1880 - kwelder-gifoogdaas
- A. loewianus (Villeneuve, 1920)
- A. mallorcanus (Enderlein, 1925)
- A. ohioensis (Hine, 1901)
- A. olsufjevi Dias, 1984
- A. palus Teskey, 1983
- A. pallitarsis (Olsufjev, 1936)

- A. plebeius (Fallen, 1817)
- A. pulchellus (Loew, 1858)
- A. quadrifarius (Loew, 1874)
- A. rusticus (Linnaeus, 1761) - rivier-gifoogdaas
- A. sphagnicolus Teskey, 1983
- A. sublunaticornis (Zetterstedt, 1842)
- A. thoracicus (Hine, 1900)
- A. tingaureus (Philip, 1936)
- A. venturii Leclerc, 1967
- A. woodi Pechuman, 1981